# Али, Таха
Таха Абди Али (швед. Taha Abdi Ali; род. 1 июля 1998, приход Спонга-Киста, Стокгольм) — шведский футболист, полузащитник клуба «Мальмё» и сборной Швеции.

## Клубная карьера
Является воспитанником клуба «Сундбюберг», в котором прошёл путь от детской команды до основной. 18 июня 2016 года впервые попал в заявку клуба на матч второго шведского дивизиона, но на поле не выходил. Дебютировал во взрослом футболе 1 июля 2017 года в домашней встрече с «Карлслундом», появившись на поле в середине второго тайма. Следующие два сезона провёл также за другой клуб второго дивизиона — «Стоксунд». За это время принял участие в 38 матчах и забил шесть мячей. Параллельно с игрой в большой футбол выступал в мини-футбольном первенстве страны в клубах «Накка Юниорс» и «Хаммарбю».
19 декабря 2019 года перешёл в «Соллентуну», подписав с клубом контракт. Первую игру за основной состав провёл 22 февраля 2020 года в матче группового этапа кубка Швеции против «Сириуса». Али вышел на поле в стартовом составе и на 9-й минуте встречи забил мяч, что не уберегло его команду от разгромного поражения со счётом 1:8. В первом дивизионе провёл 28 игр, в которых отличился десять раз.
6 февраля 2021 года стал игроком «Эребру», подписав трёхлетнее соглашение. В его составе 24 мая дебютировал в чемпионате Швеции, появившись на поле в конце встречи с «Мальмё», заменив Даниэля Бьёрнквиста. В августе того же года на правах аренды до конца года перешёл в «Вестерос», представляющий Суперэттан.

## Карьера в сборной
В 2018 и 2019 годах выступал в составе мини-футбольной сборной Швеции в чемпионате северных стран (швед. Nordic Cup). Дебютировал за сборную 6 декабря 2018 года в игре со сборной Гренландии.

## Клубная статистика
| Выступление      | Выступление      | Выступление      | Лига | Лига | Кубки | Кубки | Конт. кубки | Конт. кубки | Итого | Итого |
| Клуб             | Лига             | Сезон            | Игры | Голы | Игры  | Голы  | Игры        | Голы        | Игры  | Голы  |
| ---------------- | ---------------- | ---------------- | ---- | ---- | ----- | ----- | ----------- | ----------- | ----- | ----- |
| Сундбюберг       | Дивизион 2       | 2017             | 11   | 3    | 0     | 0     | 0           | 0           | 11    | 3     |
| Сундбюберг       | Итого            | Итого            | 11   | 3    | 0     | 0     | 0           | 0           | 11    | 3     |
| Стоксунд         | Дивизион 2       | 2018             | 11   | 1    | 0     | 0     | 0           | 0           | 11    | 1     |
| Стоксунд         | Дивизион 2       | 2019             | 25   | 5    | 2     | 0     | 0           | 0           | 27    | 5     |
| Стоксунд         | Итого            | Итого            | 36   | 6    | 2     | 0     | 0           | 0           | 38    | 6     |
| Соллентуна       | Дивизион 1       | 2020             | 29   | 10   | 5     | 1     | 0           | 0           | 34    | 11    |
| Соллентуна       | Итого            | Итого            | 29   | 10   | 5     | 1     | 0           | 0           | 34    | 11    |
| Эребру           | Аллсвенскан      | 2021             | 2    | 0    | 1     | 0     | 0           | 0           | 3     | 0     |
| Эребру           | Итого            | Итого            | 2    | 0    | 1     | 0     | 0           | 0           | 3     | 0     |
| → Вестерос       | Суперэттан       | 2021             | 15   | 2    | 1     | 0     | 0           | 0           | 16    | 2     |
| → Вестерос       | Итого            | Итого            | 15   | 2    | 1     | 0     | 0           | 0           | 16    | 2     |
| Всего за карьеру | Всего за карьеру | Всего за карьеру | 93   | 21   | 9     | 1     | 0           | 0           | 102   | 22    |